# Berrick Barnes
Pour les articles homonymes, voir Barnes.

a Compétitions nationales et continentales officielles uniquement.

b Matchs officiels uniquement.
Dernière mise à jour le 24 avril 2020.
Berrick Barnes, né le 28 mai 1986 à Brisbane, est un joueur international australien de rugby à XIII puis de rugby à XV jouant au poste de centre ou de demi d'ouverture. Entre 2013 et avril 2020, il évolue avec les Panasonic Wild Knights en Top League.

## Carrière

### En club
Il commence le rugby en jouant à XIII avec les Kingaroy Red Ants. Puis en 2005 il évolue avec les Broncos. À la fin de la saison, il décide de changer de code et passe au rugby à XV en s'engageant avec les Queensland Reds. Il débute en Super 14 lors de la saison 2006, et dispute au total quatre éditions avec les Reds  (45 matchs). En 2007, il participe à l'unique édition du Australian Rugby Championship avec les Ballymore Tornadoes, prenant part à deux matchs de la compétition. Il est recruté par les NSW Waratahs de Sydney fin 2009 afin d'évoluer dans leurs rangs à partir de 2010. Il atteint la demi-finale de la compétition où son équipe est battue largement 25 à 6 par les Stormers.
En 2013, il signe aux Panasonic Wild Knights (Japon) pour remplacer Mike Delany parti à l'ASM Clermont.
À la fin de la saison 2015-2016 de Top League, il est retenu dans l'équipe type de la compétition. De même en 2018.

### En équipe nationale
Il honore sa première cape avec les Wallabies (à 21 ans) le 8 septembre 2007 à l'occasion d'un match de coupe du monde contre le Japon (victoire des Wallabies 91-3). Barnes joue également un autre match de poule contre les Fidji le 23 septembre 2007 pour une nouvelle victoire australienne (55-12). Toutefois, sa sélection est battue en quart de finale par l'équipe d'Angleterre.
Il dispute le tri-nations l'année suivante et est reconduit dans l'équipe australienne en 2009 et 2010. 
Bien qu'il ne dispute pas le tri-nations 2011 remporté par les Australiens, il est retenu dans la liste des trente joueurs choisis par Robbie Deans pour disputer la Coupe du monde de rugby à XV 2011. Il y joue 5 matches dont la petite finale face au Pays de Galles et permet à son équipe d'accrocher la 3e place de la compétition. 
En signant au Japon, il met sa carrière internationale entre parenthèses, le comité de sélection australien exigeant que les joueurs évoluent au pays.
En avril 2020, il annonce qu'il met un terme à sa carrière sportive, après une dernière saison (2019-2020) de Top League écourtée, en raison de la pandémie de coronavirus.

## Style de jeu
Berrick Barnes était considéré comme un des joueurs les plus prometteurs du rugby australien. Sa principale force réside dans une qualité technique lui permettant d'animer avec beaucoup d'efficacité sa ligne de 3/4, en variant énormément ses approches offensives. Il fut également réputé pour la précision de son jeu au pied et la justesse de ses choix tactiques. Joueur élégant et racé, il se distinguait enfin par une polyvalence lui permettant d'évoluer aussi bien à l'ouverture, son poste de prédilection, qu'a l'arrière ou comme premier centre, dans la lignée d'un Matt Giteau. Longtemps considéré comme le remplaçant naturel de Stephen Larkham, légende australienne de ce poste, Barnes ne l'a pratiquement jamais prouvé. Malgré son grand talent, Berrick a accumulé les déboires du fait de commotions à répétitions. Régulièrement blessé et éprouvé par ses blessures, il choisit de rejoindre le Japon afin de poursuivre le rugby dans un championnat moins physique avant de prendre sa retraite sportive en 2020. 

## Palmarès
- Demi-finaliste du Super 14 en 2010 avec les NSW Waratahs

| Édition          | Rang | Résultats Australie | Résultats B. Barnes | Matchs B. Barnes |
| ---------------- | ---- | ------------------- | ------------------- | ---------------- |
| Tri-nations 2008 | 2    | 3 v, 0 n, 3 d       | 3 v, 0 n, 1 d       | 4/6              |
| Tri-nations 2009 | 3    | 1 v, 0 n, 6 d       | 1 v, 0 n, 4 d       | 5/6              |
| Tri-nations 2010 | 2    | 2 v, 0 n, 4 d       | 2 v, 0 n, 2 d       | 4/6              |

Légende : v = victoire ; n = match nul ; d = défaite.

### Distinctions personnelles
- Membre de l'équipe type du Championnat du Japon en 2016 et 2018

## Statistiques en équipe nationale
Depuis 2007, Berrick Barnes a disputé 51 matchs avec l'équipe des Wallabies au cours desquels il a marqué 200 points (8 essais, 17 transformations, 34 pénalités et 8 drops). Il a participé notamment au Tri-nations en 2008, 2009 et 2010 et aux coupe du monde 2007 et 2011.